# لاس أنيماس (كولورادو)
لاس أنيماس (بالإنجليزية: Las Animas, Colorado)‏ هي مدينة تقع في مقاطعة بينت بولاية كولورادو في الولايات المتحدة. تبلغ مساحتها 4.3 (كم²)، وترتفع عن سطح البحر 1188 م، بلغ عدد سكانها 2410 نسمة في عام 2010 حسب إحصاء مكتب تعداد الولايات المتحدة وتصل الكثافة السكانية فيها 574.4 نسمة/كم2.